# SIG Sauer P238
SIG Sauer P238 — компактний пістолет одинарної дії, який був представлений швейцарсько-німецькою компанією SIG Sauer в 2009 році.
Пістолет є поєднанням найкращих рис легендарних Colt M1911 і Colt Mustang (за зразком яких він зроблений) з традиційною надійністю і точністю компанії SIG Sauer. Характерною особливістю пістолета є алюмінієва рамка і затвор з нержавіючої сталі.

## Конструкція
У рамку рукоятки вставляються магазин, спускова скоба, курок і рукоятковий механізм запобіжника, що блокує курок, не даючи йому рухатися до тих пір, поки рукоятка повністю не обхоплена рукою. Ствол з'єднаний з рамкою пістолета за допомогою сережки, що качається, розташованої під казенною частиною ствола і забезпечує замикання і відмикання ствола. Ударно-спусковий механізм курковий, одинарної дії. Бойова пружина кручена циліндрична, розташована в рукоятці позаду магазина, зусилля на курок передається через тягу. Ударник підпружинено для запобігання випадкових пострілів. Спуск рухається повздовж в пазах рамки пістолета.
Рамка пістолета SIG Sauer P238 виконана з алюмінію, в той самий час затвор — з нержавіючої сталі. З 2009 до 2012 року пістолети обладнувались стандартними нічними прицілами тільки у вигляді додаткового аксесуара, починаючи з 2012 року нічний приціл став невід'ємної частиною кожної моделі. Також пістолети, які були вироблені після 2012 року мають важіль запобіжника з двох боків рамки.

## Варіанти
Пістолет SIG Sauer P238 має багато модифікацій, які, в основному, відрізняються лише дизайном чи декількома специфічними аксесуарами:
- SIG Sauer P238 Equinox — пістолет випускається з дерев'яними щічками руків'я і двостороннім запобіжником;
- SIG Sauer P238 HD — особливістю є нержавіюча цівка, а також щічки, які виконані в чорному кольорі;
- SIG Sauer P238 SAS- пістолет з звичайними дерев'яними щічками і двостороннім запобіжником;
- SIG Sauer P238 Extreme — особливістю є незвичайні щічки з фігурним насіченням;
- SIG Sauer P238 Nitron — пістолет з рифленим руків'ям і покриттям Nitron;
- SIG Sauer P238 Rosewood — пістолет з щічками, виконаними з рожевого дерева і двостороннім запобіжником;
- SIG Sauer P238 Blackwood — особливістю є щічки, які виконані з чорного дерева, також модель має двосторонній запобіжник;
- SIG Sauer P238 Rainbow — пістолет з титановим затвором, щічками з рожевого дерева і двостороннім запобіжником;
- SIG Sauer P238 HDW — пістолет з нержавіючою рамкою і затвором-кожухом, нічними прицілом, щічки з рожевого дерева;
- SIG Sauer P238 Desert — пістолет виконаний в пустельному кольорі, має двосторонній запобіжник;
- SIG Sauer P238 Scorpion — особливістю пістолета є щічки з фігурними насічками, нічний приціл і двосторонній запобіжник;
- SIG Sauer P238 Pearl — пістолет випускається з відполірованим нержавіючим затвором-кожухом і покриттям Nitron, нічним прицілом і щічками, виконаними з перлів;
- SIG Sauer P238 Tribal — пістолет виконаний з нержавіючим затвором, на який нанесене фігурне гравіювання, алюмінієвими щічками, які мають на собі ідентичне гравіювання і нічним прицілом;
- SIG Sauer P238 Rosewood Tribal — особливістю є нікельований нержавіючий затвор-кожух з титановим гравіюванням на ньому, щічки на руків'ї з рожевого дерева;
- SIG Sauer P238 Black Pearl — щічки цього пістолета виконані з чорних перлин, зброя має нічний приціл;
- SIG Sauer P238 Spartan — пістолет виконаний з нержавіючою рамкою і затвором-кожухом, на чорних щічках є гравіювання у вигляді спартанського шолому;
- SIG Sauer P238 Nitron Laser — особливістю є будова цівки, в яку вбудована лазерний приціл, щічки виконані з насічками;
- SIG Sauer P238 ESP — пістолет виконаний з полірованим нержавіючим затвором-кожухом, щічки зроблені з рожевих перл;
- SIG Sauer P238 Edge — всі зовнішні деталі цього пістолета (крім рамки і руків'я) виконані з титану;
- SIG Sauer P238 Nightmare — запобіжник та спускова скоба цього пістолета виконані з особливого сірого збройового пластику;
- SIG Sauer P238 ESR — особливістю пістолета є дерев'яні щічки руків'я, на яких зображена емблема SIG Sauer;
- SIG Sauer P238 HD Nickel — пістолет виконаний з нікельованим затвором-кожухом і щічками, виготовленими з чорного дерева.